# Heringalakúak
A heringalakúak (Clupeiformes) a csontos halak (Osteichthyes) főosztályába, ezen belül a sugarasúszójú halak (Actinopterygii) osztályába és a Clupeomorpha öregrendjébe tartozó rend. 2 alrend és 6 család tartozik a rendhez.

## Rendszerezés
A rendbe az alábbi alrendek és családok tartoznak.

### Clupeoidei
A Clupeoidei alrendbe az alábbi családok tartoznak
- Farkasheringfélék (Chirocentridae)
- Heringfélék (Clupeidae)
- Szardellafélék (Engraulidae)
- Pristigasteridae
- Sundasalangidae

### Denticipitoidei
A Denticipitoidei alrendbe az alábbi család tartoznak
- Denticipitidae